# Public Health Zentrum Fulda
Das Public Health Zentrum Fulda (PHZF) ist eine Einrichtung der Hochschule Fulda. Das Zentrum wurde 2017 als Einrichtung des Forschungsschwerpunktes Gesundheit, Ernährung und Lebensmittel etabliert und ist nach Angabe seines Betreibers die einzige hessische Forschungs- und Lehr-Institution für Public Health. Das PHZF ist Mitglied der European Public Health Association.

## Ziele und Aufgaben
Die Aktivitäten des PHZF zielen auf die Förderung der Forschung im Bereich Public Health, und zwar unter anderem durch Bearbeitung folgender Aufgaben:
- Entwicklung und Durchführung interdisziplinärer Forschungsvorhaben
- Organisation von Vortragsreihen, Diskussionsforen und wissenschaftlichen Fachtagungen[3]
- Qualifizierung des wissenschaftlichen Nachwuchses
- Unterstützung von Promotionen in Public Health.

## Forschungsfelder und Transferprojekte
Forschungsprojekte im PHZF beschäftigen sich unter anderem mit Themen aus den Bereichen Gesundheitsverhalten in Abhängigkeit von Alter und sozialer Situation, Gesundheitsförderung, Gesundheitskompetenz, Gesundheitsberichterstattung, Gesundheitsmanagement.
Dabei wird besonderer Wert auf Themen und Projekte gelegt, welche sich für den Transfer der Forschungsergebnisse in anwendungsorientierte Maßnahmen eignen. Beispiele sind unter anderem die Projekte Nebolus (eine Mobile App, die spielerisch bei jungen Menschen die Gesundheitskompetenz fördern soll) oder Modellprojekte zur Versorgungs, Wohn- und Ernährungsversorgung in Hessen.

## Organisation
Das Public Health Zentrum Fulda (PHZF) hat über 100 Mitglieder und wird geleitet von den Professorinnen Katharina Rathmann, Jana Rückert-John und Dea Nibuhr (Stand November 2024).

## Geschichte
Als erste deutsche Hochschule für angewandte Wissenschaften erhielt die Hochschule Fulda im Jahr 2016 das Promotionsrecht. Im selben Jahr wurde ihr außerdem die Genehmigung für die Errichtung des Promotionszentrums Public Health erteilt. Vor diesem Hintergrund wurde im Januar 2017 das PHZF eingerichtet.